# Осипенко, Иван Степанович
Иван Степанович Осипенко (1913—1945) — капитан Рабоче-крестьянской Красной Армии, участник Великой Отечественной войны, Герой Советского Союза (1945).

## Биография
Иван Осипенко родился 4 июля 1913 года в селе Максаки (ныне — Менский район Черниговской области Украины). Окончил четыре класса школы. В 1936 году Осипенко был призван на службу в Рабоче-крестьянскую Красную Армию. В 1939 году он окончил курсы младших лейтенантов. С начала Великой Отечественной войны — на её фронтах. К январю 1945 года капитан Иван Осипенко командовал дивизионом 436-го артиллерийского полка 112-й стрелковой дивизии 13-й армии 1-го Украинского фронта. Отличился во время освобождения Польши.
26 января 1945 года дивизион Осипенко переправился через Одер в районе населённого пункта Ной-Мительгвильде и принял активное участие в боях за захват и удержание плацдарма. Осипенко лично корректировал огонь артиллеристов своего дивизиона, что позволило отразить ряд немецких танковых контратак, нанеся противнику большие потери. 31 января 1945 года наблюдательный пункт Осипенко был атакован противником, все, кто находился на нём, отбивали его атаки, пока не погибли. Осипенко был похоронен в польском городе Сцинава.
Указом Президиума Верховного Совета СССР от 10 апреля 1945 года за «мужество и героизм, проявленные при форсировании Одера и удержании плацдарма на его западном берегу», капитан Иван Осипенко посмертно был удостоен высокого звания Героя Советского Союза. Также был награждён орденами Ленина, Красного Знамени, Александра Невского, Отечественной войны 2-й степени, рядом медалей.
В честь Осипенко названы улицы в сёлах Максаки и Киселёвка Менского района Черниговской области Украины.